# Michael Sam
Michael Alan Sam, Jr (Houston, 7 gennaio 1990) è un ex giocatore di football americano e allenatore di football americano statunitense che ha militato nel ruolo di defensive end nella National Football League (NFL) e nella Canadian Football League (CFL). Fu scelto nel corso del settimo giro (249º assoluto) del Draft NFL 2014. Al college giocò a football all'Università del Missouri. Dopo la carriera nel college football, Sam dichiarò pubblicamente la propria omosessualità. Fu il primo giocatore della NFL attivo ad avere dichiarato pubblicamente di essere gay.

## Primi anni e famiglia
Sam proviene da una famiglia molto povera e numerosa, settimo di otto figli. Cresciuto alla periferia di Houston, molte le tragedie che hanno attraversato la sua famiglia: tre dei suoi fratelli sono morti (uno è stato ucciso in uno scontro a fuoco, un altro fratello scomparso fu ritrovato dopo due anni, mentre una sorella morì quando lui era ancora un neonato). Ha inoltre due fratelli pregiudicati ed entrambi si trovano in galera.

## Carriera universitaria
Sam accettò una borsa di studio alla University of Missouri dove fu reclutato da Craig Kuligowski, l'allenatore della defensive line. Sam frequentò l'istituto dal 2009 al 2013 giocando a football coi Missouri Tigers della Big 12 Conference. Dopo avere passato il primo anno come redshirt (poteva cioè allenarsi con la squadra ma non scendere in campo) la stagione successiva mise a segno 3,5 sack, 24 tackle, 2 fumble forzati e un intercetto. La stagione successiva Missouri passò nella Southeastern Conference e Sam fece registrare altri 3,5 sack partendo come titolare in 9 partite su 10.
Nella stagione 2013, Sam mise a segno 11,5 sack e 19 tackle con perdita di yard da parte gli avversari. Guidò la SEC in entrambe le categorie e pareggiò il record stagionale di Missouri per sack. Fu nominato miglior difensore della SEC della settimana per due settimane consecutive per le gare contro Arkansas State Red Wolves e Vanderbilt Commodores. A fine anno, Sam fu premiato come difensore della SEC dell'anno, un premio condiviso con C.J. Mosley dell'Università dell'Alabama, venendo inserito nella formazione ideale della conference. Fu anche inserito nel First-team All-American da Walter Camp Football Foundation, Associated Press, Sporting News, American Football Coaches Association e Football Writers Association of America. Fu semifinalista nel Chuck Bednarik Award, nel Ted Hendricks Award e nel Lombardi Award. Missouri disputò il Cotton Bowl Classic 2014, in cui Sam forzò un fumble e lo ritornò in touchdown, sigillando la vittoria della sua squadra.

## Carriera professionistica

### St. Louis Rams
Sam era pronosticato come una scelta dei giri intermedi del Draft 2014. Il 10 maggio fu scelto nel settimo giro dai St. Louis Rams. Malgrado una pre-stagione positiva, classificandosi quarto nella NFL con tre sack, il 30 agosto 2014 fu svincolato.

### Dallas Cowboys
Il 3 settembre 2014 Sam firmò per fare parte della squadra di allenamento dei Dallas Cowboys. Il 21 ottobre 2014 fu svincolato.

### Montreal Alouettes
Il 22 maggio 2015 Sam firmò un contratto biennale con i Montreal Alouettes della Canadian Football League. Debuttò nella lega il 7 agosto 2015 contro gli Ottawa RedBlacks. Dopo avere saltato la gara successiva per un problema alla schiena, il 14 agosto annunciò il proprio ritiro dal football professionistico dichiarando che l'ultimo anno era stato molto difficile per lui dal punto di vista psicologico, tanto da essere preoccupato per la sua salute mentale..

### Polemiche sul ritiro
Dopo il suo coming out i gruppi cristiani più fondamentalisti, come l'American Family Association, hanno attaccato duramente Sam e la sua presenza nella NFL, arrivando a diffidare le squadre dall'assumerlo e dicendosi "terrorizzati" dal saperlo nudo negli spogliatoi con gli altri giocatori. Nonostante l'appoggio dei compagni e della dirigenza tutta, l'atleta ha preferito ritirarsi sotto il peso delle polemiche.

## Palmarès
- Consensus All-American (2013)
- First-team All-SEC (2013)